# Foglia
Foglia är den nordligaste floden i den italienska regionen Marche. På latin hette floden Pisaurus efter staden Pisaurum (Pesaro) låg vid flodens utlopp i Adriatiska havet. Under antiken var Foglia picenernas gränsflod åt norr.
Floden börjar vid berget Sasso Aguzzo (provinsen Arezzo i regionen Toscana). På sin väg mot Adriatiska havet rinner den genom Sestino, Belforte all'Isauro, Piandimeleto, Lunano, Sassocorvaro Auditore, Montecalvo in Foglia, Montelabbate och vid flodmynningen, Pesaro.